# Zbigniew Ćwiąkalski
Zbigniew Ćwiąkalski, né le 9 mars 1950 à Łańcut, est un universitaire et homme d'État polonais proche de la Plate-forme civique (PO). Il est ministre de la Justice en novembre 2007 et janvier 2009.

## Biographie

### Parcours politique
Conseiller des différents ministres de l'Éducation nationale entre 1991 et 1996, il travaille également auprès de la présidente du Conseil des ministres Hanna Suchocka pendant son année au pouvoir, de 1992 à 1993. Il est ensuite expert auprès de différentes commissions parlementaires.
Il intègre en juin 2003 le conseil du programme de la Plate-forme civique, présidé par Andrzej Olechowski et dont les travaux prennent fin un an plus tard. En vue des élections parlementaires anticipées du 21 octobre 2007, il rejoint le comité de soutien de la PO, dont il n'est pas adhérent.
Le 16 novembre, Zbigniew Ćwiąkalski est nommé ministre de la Justice et procureur général dans le premier gouvernement de coalition du libéral Donald Tusk. Il demande à être relevé de ses fonctions dès le 20 janvier 2009, à la suite du suicide de Robert Pazik, reconnu coupable de complicité d'enlèvement et d'assassinat dans l'affaire du meurtre de Krzysztof Olewnik, fils d'entrepreneurs de Płock dont la séquestration avait duré deux ans. Il est remplacé, dès le lendemain, par Andrzej Czuma.
Au cours de la campagne de l'élection présidentielle des 10 et 24 mai 2015, il devient membre d'honneur du comité de soutien du président de la République sortant Bronisław Komorowski, qui sera finalement battu.